# Шато Тротануа
Шато Тротануа (фр. Château Trotanoy) — французское бордоское винодельческое хозяйство, расположенное в коммуне Помроль, кантона Либурн. Хозяйство классифицировано, как Pomerol Appellation d’Origine Contrôlée, т.к. дополнительной официальной классификации в Помроле нет. Производит единственное красное вино с собственных виноградников — Château Trotanoy. Принадлежит винодельческому холдингу крупного французского негоцианта Жана-Пьера Муаэкса — «Établissements Jean-Pierre Moueix».
Хозяйство расположено по-соседству с именитым помрольским хозяйством Pétrus и, что интересно и немаловажно, имеет схожий с соседом состав почв. История хозяйства восходит к XVII веку, когда эти земли являлись собственностью семьи Жиро (фр. Giraud), королевских придворных из соседнего Либурна. И наиболее вероятно, что именно они были первыми, кто начинал здесь высаживать виноградные лозы, начиная эру кардинальных изменений в местной пахотной культуре. Уже в XIX веке, хозяйство, расположенное на 25 гектарах земель, значится в местных записях, как лучшее, наравне с Château Vieux Château Certan и Château La Conseillante. Но, после опустошительных наполеоновских войн и жесткой налоговой политики, хозяйство заметно уменьшилось в площади и начало постепенно исчезать из виду знатоков. Находясь более, чем двух столетий, в собственности семьи Жиро, хозяйство, после Второй мировой войны, ненадолго перешло во владение семьи Пекресс (фр. Pecresse), но вскоре было приобретено в 1953 году холдингом Жана-Пьера Муаэкса.

## Технические данныеChâteau Trotanoy
- Аппелясьон: Pomerol Appellation d’Origine Contrôlée
- Владелец: Société Civile du Château Trotanoy
- Управляющие: Жан-Жак Муэкс и Кристиан Муэкс
- Площадь виноградников: 18 акров
- Сорта винограда: мерло — 90%, каберне фран — 10%
- Возраст лоз: 35 лет (средний)
- Тип почвы: глинистая с гравием и темные глины
- Сбор урожая: только ручной
- Ферментация: вместе с мацерацией в бетонных чанах до 10 дней
- Предварительное вызревание в бочках: до 18 месяцев (50% новых бочек)
- Объём производства: порядка 25 000 бутылок, в зависимости от года